# Panzootia
Panzootia é um surto epizoótico de uma doença infeciosa que ataca vários animais ao longo de uma vasta região ou à escala global. O equivalente em populações humanas denomina-se pandemia.